# Новая Буда (Рославльский район)
Но́вая Бу́да— деревня  в  Смоленской области России,  в Рославльском районе. Население — 2 жителя  (2007 год) . Расположена в южной части области  в 25 к северо-востоку от Рославля, в 2,5 км к юго-востоку от автодороги  Р137 Сафоново — Рославль.   Входит в состав Костырёвского сельского поселения. Ранее южнее деревни существовала деревня Старая Буда, сейчас упразднена.

## История
Название произошло от слова Буда - в прошлом предприятие по производству поташа, расположенное в лесу.